# Таёжный (Амурская область)
Таёжный — посёлок в Сковородинском районе Амурской области России. Входит в сельское поселение Джалиндинский сельсовет.

## География
Расположен к югу от районного центра, города Сковородино, расстояние по автодороге (через посёлки Лесной и Среднерейновский) — около 44 км. Находится на левом берегу реки Большой Невер (левый приток Амура).
Через посёлок проходят — автодорога к центру сельского поселения, селу Джалинда, и линия Забайкальской железной дороги Сковородино — Рейново.
История: Основан в 1953 г., до 1971 г. назывался 46-й км Рейновской ветки. Современное название по местоположению — в тайге.
Топонимика: Название — суффиксальное образование от прилагательного таёжный. Присвоено посёлку потому, что его окрестности представляют собой глухую тайгу; «тайга» — «хвойный лес». В Приамурье «тайга» — «всякая необжитая территория, поросшая обширными лесами, лесная глушь».

## Население
| 2002 | 2010 | 2012 | 2013 | 2014 | 2015 | 2016 |
| ---- | ---- | ---- | ---- | ---- | ---- | ---- |
| 132  | ↘55  | ↘53  | ↘50  | ↘49  | ↗51  | ↘48  |
| 2017 | 2018 |      |      |      |      |      |
| ↘46  | ↘45  |      |      |      |      |      |